# 弗里茨·梅斯纳
弗里茨·梅斯纳（德語：Fritz Messner，1912年1月18日—1945年11月7日），德国男子曲棍球运动员，场上位置是前锋。他曾代表德国参加1936年夏季奥林匹克运动会曲棍球比赛，获得一枚银牌。